# Marcin Nowak (muzyk)
Marcin „Novy” Nowak (ur. 17 października 1975) – polski muzyk, kompozytor, autor tekstów, wokalista i instrumentalista. Marcin Nowak znany jest przede wszystkim jako basista, popularność przyniosły mu występy w zespołach Behemoth i Vader, a także Devilyn i Dies Irae, w których pełnił również funkcję wokalisty i autora tekstów. Nowak współpracował ponadto z takimi grupami muzycznymi jak: Crucified Mortals, Nader Sadek, Spinal Cord, Against the Plagues, Condemnation, Rebirth oraz Thy Disease. Od 2010 roku tworzy autorski projekt pod nazwą Road's End.

## Działalność artystyczna
Marcin Nowak rozpoczął działalność artystyczną w 1992 roku w tarnowskim zespole Cerebral Concussion, który założył wraz z gitarzystą Łukaszem Luboniem. W 1996 roku formacja mająca w dorobku kasetę demo pt. The Rule (1994) przyjęła nazwę Devilyn. Również w 1996 roku Nowak wraz z zespołem wydał debiutancki album zatytułowany Anger, który ukazał się nakładem francuskiej wytwórni muzycznej Listenable Records. Kolejny album Devilyn pt. Reborn in Pain ukazał się w 1998 roku. Wsparcie ze strony Listenable Records, a także liczne koncerty przysporzyły zespołowi popularności na scenie muzyki deathmetalowej. W 2000 roku Nowak dołączył jako muzyk sesyjny do gdańskiego zespołu Behemoth. Tego samego roku nagrał wraz z grupą album pt. Thelema.6. Również w 2000 roku Novy wziął udział w reaktywacji zespołu Maurycego „Mausera” Stefanowicza – Dies Irae. Efektem współpracy był album Immolated (2000).
W 2001 roku ukazał się trzeci i ostatni album Devilyn z Nowakiem w składzie, pt. Artefact. Rok później nagrał kolejną płytę wraz z formacją Behemoth zatytułowaną Zos Kia Cultus (Here and Beyond). Także w 2002 roku ukazała się druga płyta Dies Irae pt. The Sin War. W 2003 roku muzyk został usunięty ze składu Devilyn w wyniku nieporozumień z Łukaszem Luboniem. Również w 2003 roku Marcin Nowak przyjął ofertę Piotra Wiwczarka i dołączył olsztyńskiej formacji Vader, kończąc tym samym współpracę z zespołem Adam Darskiego – Behemoth. Następnie w 2004 roku uzupełnił skład thrash-deathmetalowej grupy Spinal Cord. Wraz z zespołem nagrał wydany tego samego roku album pt. Stigmata of Life. Także w 2004 roku wraz z amerykańskim zespołem Crucified Mortals zarejestrował minialbum pt. Converted by Decapitation oraz trzecią płytę wraz z Dies Irae – Sculpture of Stone.
W międzyczasie Nowak wziął udział w rejestracji raportu wideo z prac nad albumem The Beast (2004) kwartetu Vader. W rzeczywistości muzyk nie brał udziału w nagraniach płyty, a materiał filmowy służył celom promocyjnym. Basista wystąpił także w promocyjnych teledyskach zrealizowanych do utworów „Dark Transmission” i „Choices”. Następnie ukazały się koncertowe wydawnictwa Night of the Apocalypse (2005) i ...And Blood Was Shed in Warsaw (2007), na których znalazły się koncerty zarejestrowane z udziałem Nowaka. Z kolei wydany w 2005 minialbum The Art of War i długogrająca płyta Impressions in Blood z 2006 roku, pomimo zaangażowania muzyka w ich promocję, zostały zrealizowane bez jego udziału. W 2008 roku ukazało się jedyne wydawnictwo grupy Vader zarejestrowane z udziałem Nowaka pt. XXV. Muzyk nagrał tylko część śladów gitary basowej z przeznaczeniem na płytę. Według lidera zespołu Piotra Wiwczarka styl gry Nowaka był karkołomny i nieodpowiedni. Tego samego roku w atmosferze skandalu Nowak opuścił grupę.
Następnie na krótko dołączył do krakowskiej grupy thrashmetalowej Virgin Snatch. Wraz z zespołem dał szereg koncertów w Polsce, po czym opuścił skład w 2009 roku. W międzyczasie zagrał na albumie formacji Condemnation pt. Abyssies of Anguish (2009). W 2010 roku Nowak powołał autorski projekt pod nazwą Road's End. Wystąpił także gościnnie na płycie ukraińskiego zespołu Semargl – Ordo Bellictum Satanas. W 2011 roku dołączył do industrial deathmetaloej formacji Thy Disease i black-deathmetalowego zespołu Wawrzyna „Varyena” Chylińskiego – Against the Plagues. Również w 2011 uzupełnił koncertowy skład formacji Nader Sadek. Wystąpił również gościnnie na albumach zespołów Orthodox – Forever Not Yet oraz Hexfire – The Fire of Redemption. W 2012 roku w związku ze zobowiązaniami wobec innych projektów muzyk opuścił skład Thy Disease i Spinal Cord. W 2014 roku znany z występów w zespole Decapitated – Marcin „Martin” Rygiel zastąpił Nowaka w zespole Nader Sadek.

## Instrumentarium
Marcin Nowak przez znaczny okres działalności artystycznej grał na wykonanych na zamówienie gitarach basowych polskiego producenta – firmy Malinek. Były to: czterostrunowa gitara z korpusem inspirowanym modelami amerykańskiej manufaktury Hammer oparta na aktywnych humbuckerach EMG oraz pięciostrunowy instrument z korpusem zainspirowanym modelem firmy Warwick Status również z przystawkami EMG. Gitara ta została skradziona muzykowi w 2006 roku podczas pobytu zespołu Vader w ramach trasy koncertowej w Turcji. W 2004 roku Nowak na krótko związał się z firmą Mayones, która zaopatrzyła muzyka w pięciostrunową gitarę Victorious 5. Następnie grał na pięciostrunowym modelu Music Man BONGO. Z kolei w 2006 roku wrocławski lutnik Piotr Kamecki przygotował sygnowaną przez Nowaka pięciostrunową gitarę P. Kamecki Custom Novy Signature. Po odejściu z zespołu Vader ponownie nawiązał współpracę z manufakturą Malinek przekształconą w firmę Malwood. Przedsiębiorstwo wykonało według projektu muzyka gitarę pod nazwą Malwood N 6. Muzyk używa ponadto wzmacniacza Eden WT1205 oraz kolumn głośnikowych Eden D410XST i Eden D115XLT, a także strun Ernie Ball Nickiel Wound .045-.130 (PO2836).

## Dyskografia
| Devilyn - The Rule (1994, wydanie własne, jako Cerebral Concussion) - Anger (1996, Listenable Records) - Reborn in Pain (1998, Listenable Records) - Promo 2000 (2000, demo, wydanie własne) - Artefact (2001, Blackned Records) - The Past Against the Future (2003, kompilacja, Metal Mind Productions) Behemoth - Live Eschaton (2000, VHS, Metal Mind Productions) - Thelema.6 (2000, Avantgarde Music) - Antichristian Phenomenon (EP, 2000, Avantgarde Music) - Zos Kia Cultus (Here and Beyond) (2002, Avantgarde Music) - Originators of Northern Darkness (kompilacja, 2002, Avantgarde Music) - Tyrants From the Abyss (kompilacja, 2002, Empire Records) - Conjuration (EP, 2003, Regain Records) - Crush.Fukk.Create. Requiem for Generation Armageddon (2004, DVD, Regain Records) - Abyssus Abyssum Invocat (2011, Peaceville Records) |  | Dies Irae - Immolated (2000, Metal Blade Records) - The Sin War (2002, Metal Blade Records) - Sculpture of Stone (2004, Metal Mind Records) - The Art of an Endless Creation (2009, DVD, Metal Mind Productions) Vader - Night of the Apocalypse (2005, DVD, Metal Mind Productions) - ...And Blood Was Shed in Warsaw (2007, DVD, Metal Mind Productions) - XXV (2008, Regain Records) Pozostałe - Spinal Cord – Stigmata of Life (2004, Empire Records) - Crucified Mortals – Converted by Decapitation (2004, Stigmatized Records) - Condemnation – Abyssies of Anguish (2009, Solar System Production) - Semargl – Ordo Bellictum Satanas (2010, Twilight Vertrieb, gościnnie) - Orthodox – Forever Not Yet (2011, RTM & Darzamadicus, gościnnie) - Hexfire – The Fire of Redemption (2011, Nightmare Records, gościnnie) |